# منطقه نوکو
منطقه نوکو یکی از منطقه های استان سپیک غربی واقع در کشور پاپوآ گینه نو می باشد. مرکز این منطقه نوکو است. این منطقه خود از ۴ فرمانداری محلی تشکیل می گردد که هر فرمانداری به منظور سهولت در امر آمارگیری خود به چند بخش تقسیم می شود.

## تقسیمات
این منطقه دارای ۴ فرمانداری محلی است که اسامی آن ها به شرح زیر است:
- فرمانداری محلی روستایی نوکو
- فرمانداری محلی روستایی پالائی
- فرمانداری محلی روستایی یانگکوک
- فرمانداری محلی روستایی مائیمائی وانوان